# Крансберг (замок, Гессен)
Крансберг (нем. Schloss Kransberg) — замок в районе Крансберг города Узинген, в районе Верхний Таунус, примерно в 30 километрах к северу от Франкфурта-на-Майне и примерно в 50 километрах к северо-востоку от Висбадена в земле Гессен, Германия.

## История
Первые укрепления в данном месте существовали, вероятно, ещё в VII веке.

### Ранний период
Замок Крансберг был построен в 1170 году династией Гогенштауфенов как часть оборонительной цепи Фридберг-Крансберг-Кёнигштайн-Кронберг для защиты со стороны Лимбурга, чьи епископы пытались расширить свои владения. Это был один из первых каменных замков региона. Единственным и старейшим элементом всей системы того периода остаются фрагменты стен и башни бергфрид. Первое письменное документальное упоминание датируется 1220 годом. Но речь идет о расширением уже существующего комплекса, а также с строительстве дворца,  башни и колодца. Башни и дворец сохранились до наших дней. Правда, сейчас они являются составными элементами главного здания.

### Новые собственники

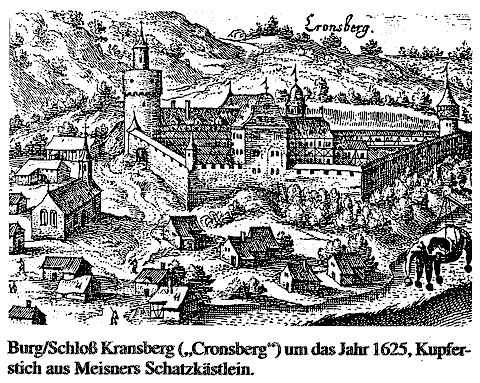
Замок Крансберг на рисунке 1625 года

В 1310 году замок перешёл к семье фон Фалькенштайн. Спустя более века, в 1433 году, замок стал собственностью семьи фон Эппштайн и был существенно расширен. С 1522 по 1533 год замок короткое время принадлежал роду фон Кёнигштайна, а затем перешел к графам фон Штольберг.
В 1590 году весь комплекс и земли оказались под властью Майнцского архиепископа. Замок в очередной раз оказался расширен. Появились новые жилые здания. В ходе Тридцатилетней войны замок превратился в руины. В 1654 году графы Вальдбот фон Бассенхайм выкупили разрушенный комплекс и начали его восстанавливать. Была произведена реконструкция прежних зданий и появились новые. В частности конюшни и хозяйственные постройки. Всё это потребовалось для успешного функционирования поместья в сельскохозяйственных целях.
В 1854 году граф Хьюго Вальдботт продал весь комплекс герцогству Нассау. После поражения Нассау в конфликте с Прусским королевством в 1866 году замок перешёл под контроль прусских властей. В 1875 году семья фон Бигелебен купила комплекс и полностью отремонтировала его. Прежний замок отныне стал именоваться Крансберг.
Новым собственником замка в 1920 году оказалась фрау фон Шайтляйн.

### Эпоха нацизма и последующие годы
В 1939 году дворец был конфискован нацистами и стал частью комплекса Адлерхорст. При этом замок в очередной раз существенно расширили и отреставрировали. Были построены подземный бункер, просторный зал для торжественных мероприятий и гаражи. Под конец Второй мировой войны в 1945 году замок Крансберг был захвачен войсками США.
С 1945 года британские военные использовали здания комплекса как научно-исследовательский центр. Здесь содержались и допрашивались такие видные учёные и предприниматели Третьего рейха как Альберт Шпеер, Вернер фон Браун, Герман Оберт, Карл-Отто Заур, Ганс Керль, Фриц Тиссен, Герман Рёхлинг и другие. Летом 1946 года здесь состоялась первая в мировой истории конференция по биологическому оружию.
Замок использовался военными в течение долгого времени. Например здесь размещалась Организация Гелена, предшественник Федеральной разведывательной службы Германии. А позднее здесь же разместились другие спецслужбы ФРГ. До 1961 года в комплексе продолжали оставаться подразделения бундесвера и американских вооруженных сил.

## Современное состояние
Военные покинули замковый комплекс в 1990 году. А в 1995 году Управлению федеральной собственности продало замок наследникам бывшей владелицы фрау фон Шайтляйн. 
В 1999 году замок выкупил у наследников один из предпринимателей. По согласованию с властями после реконструкции предполагалось комбинированное использование зданий: в качестве офисов, развлекательно-культурного центра и даже жилья.  Из-за финансовых трудностей владелец замка не смог провести реконструкцию и передал в 2007 замок компании HmcS Real Estate GmbH. 
В конце 2012 года замок был продан турецкой группе инвесторов, которые хотели использовать его в качестве учебного заведения. Тем не менее, срочные меры по техническому обслуживанию обветшавших конструкций не были выполнены и часть зданий продолжала разрушаться. Из-за угрозы стен и башен пришлось закрыть для движения улицу Шлоссштрассе, проходящую под замком. 
В 2014 году были проведены первые работы по укреплению стен и фундаментов. Но 28 марта 2014 года в здании произошёл тлеющий пожар, который нанес значительный ущерб и затронул некоторые потолочные перекрытия. 

## Интересные факты
- В 2011 году замок и окрестности служили местом для эпизода криминального сериала «Дас Дорф»[нем.].
- В замке имеется ЗАГС, где молодожёны имеют возможность заключить брак в старинных интерьерах

## Галерея

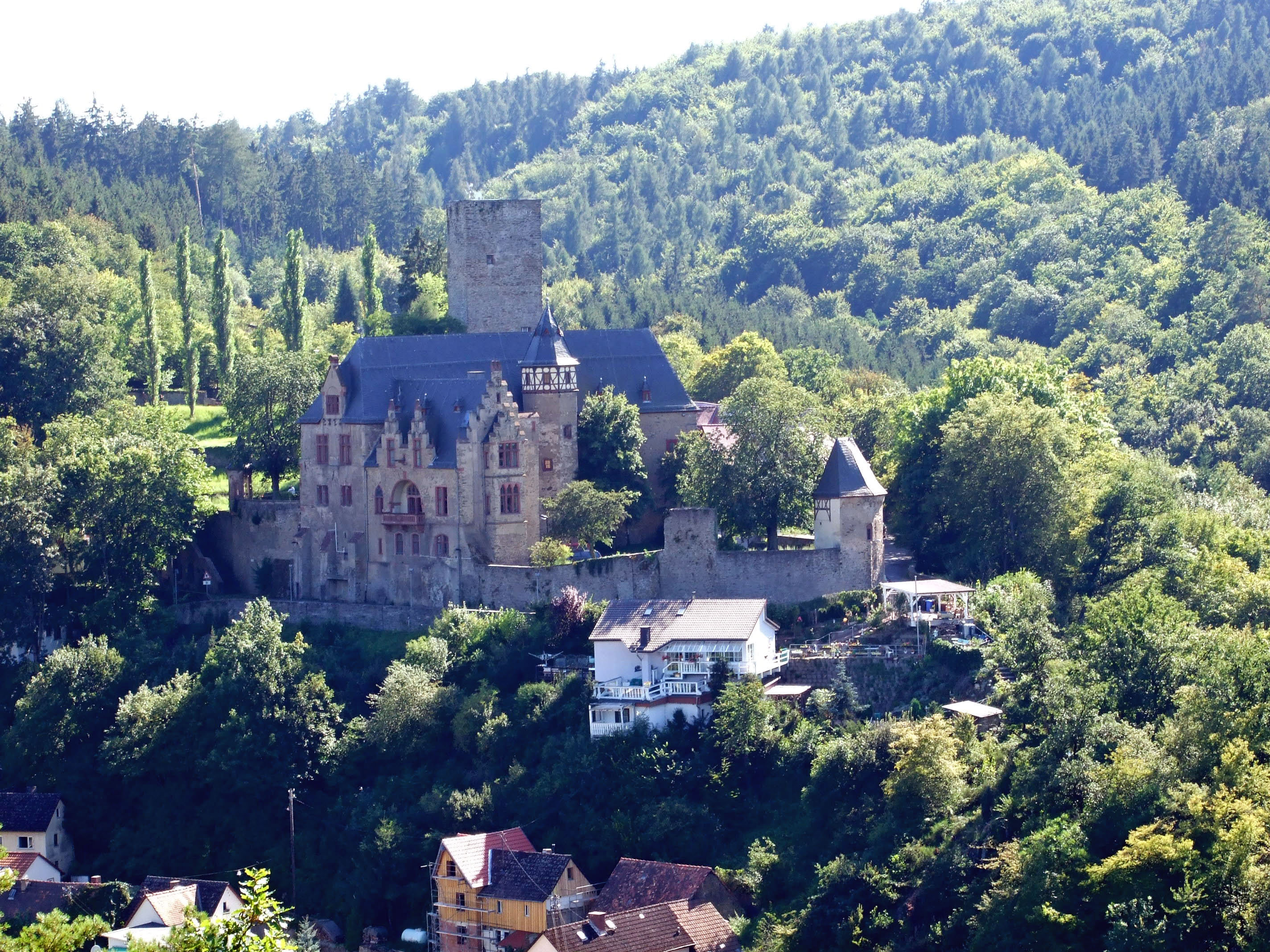
Вид замка со стороны деревни
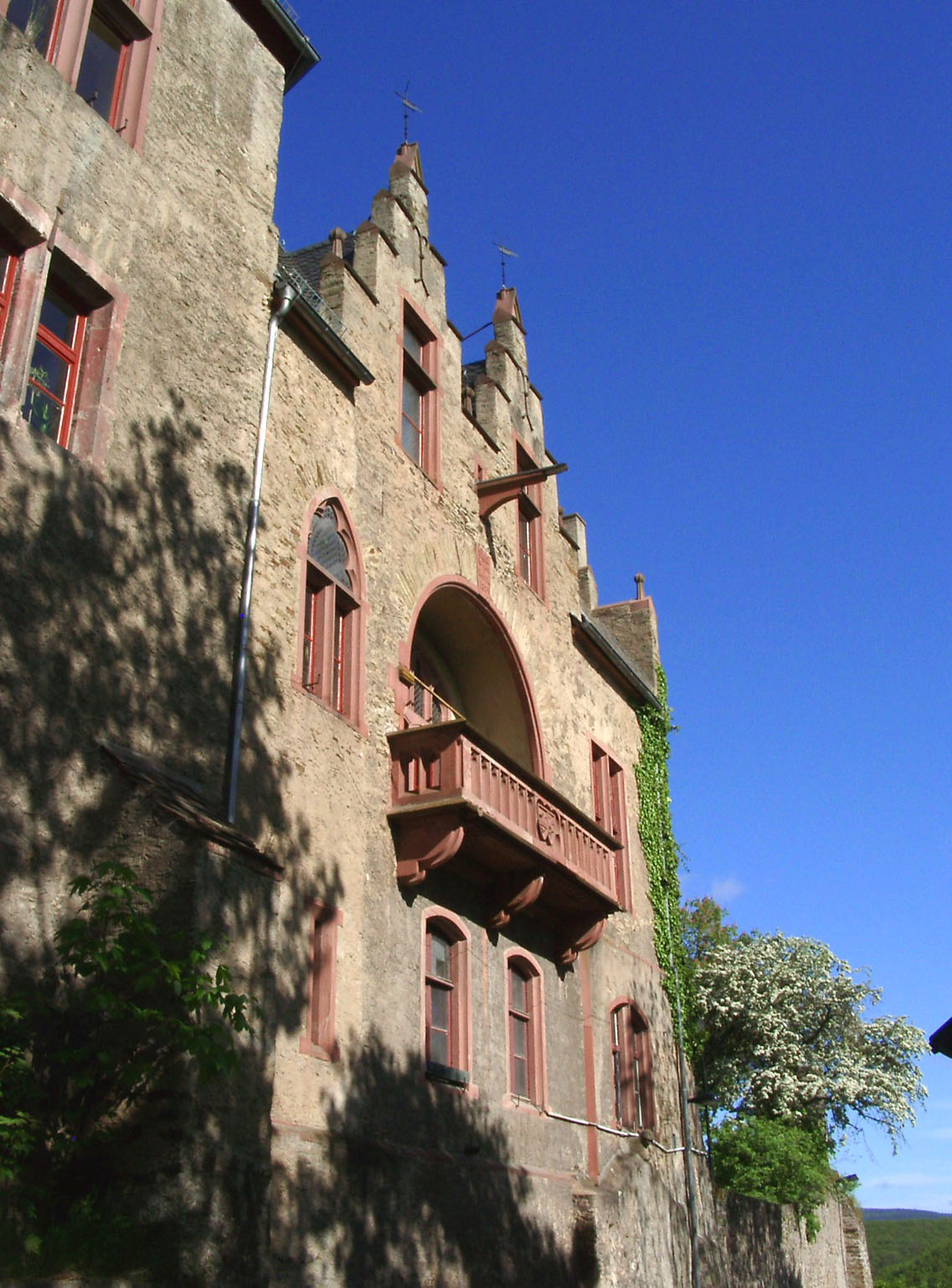
Фасад главного здания
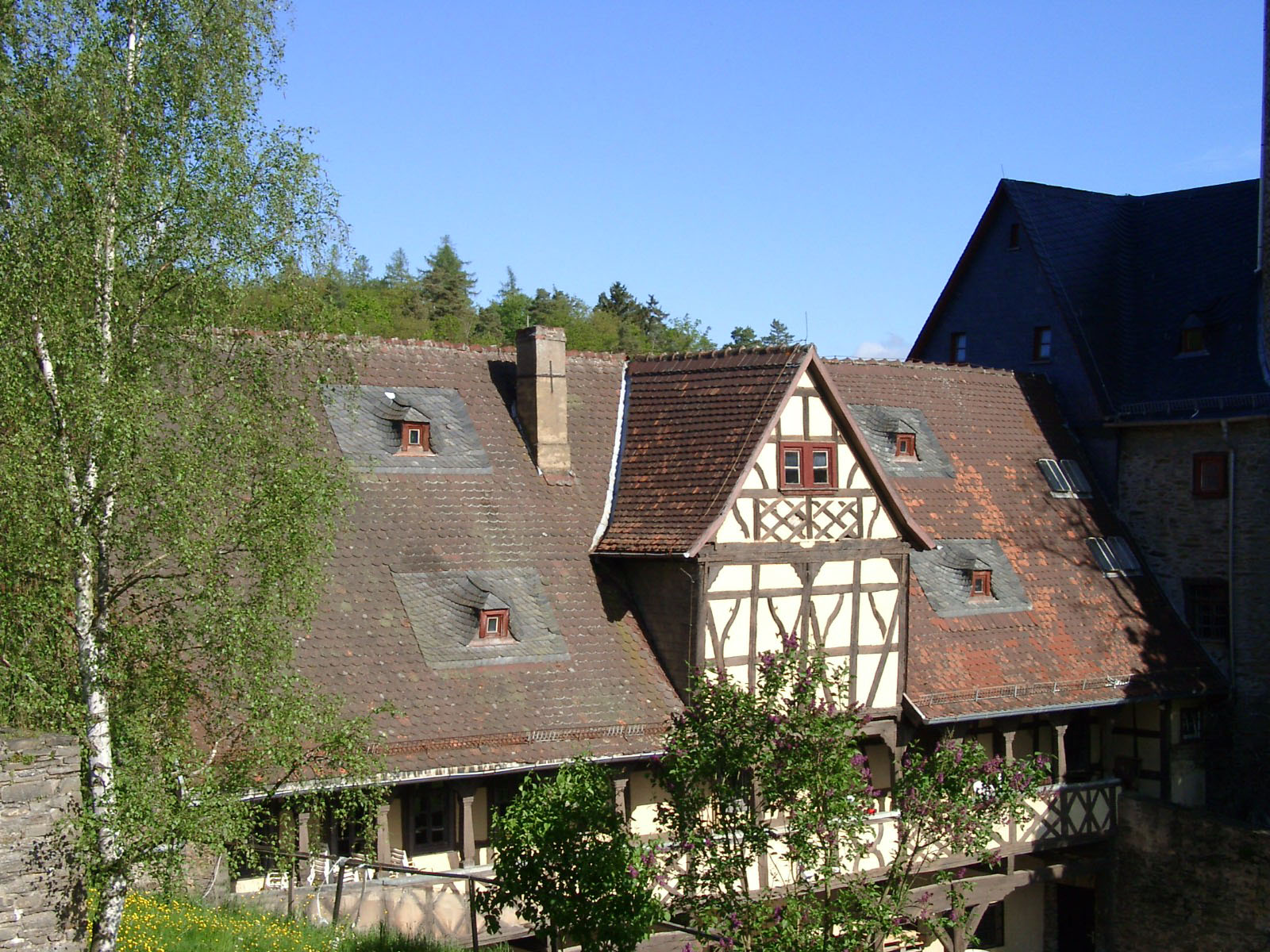
Фахверковое здание, входящее в состав комплекса
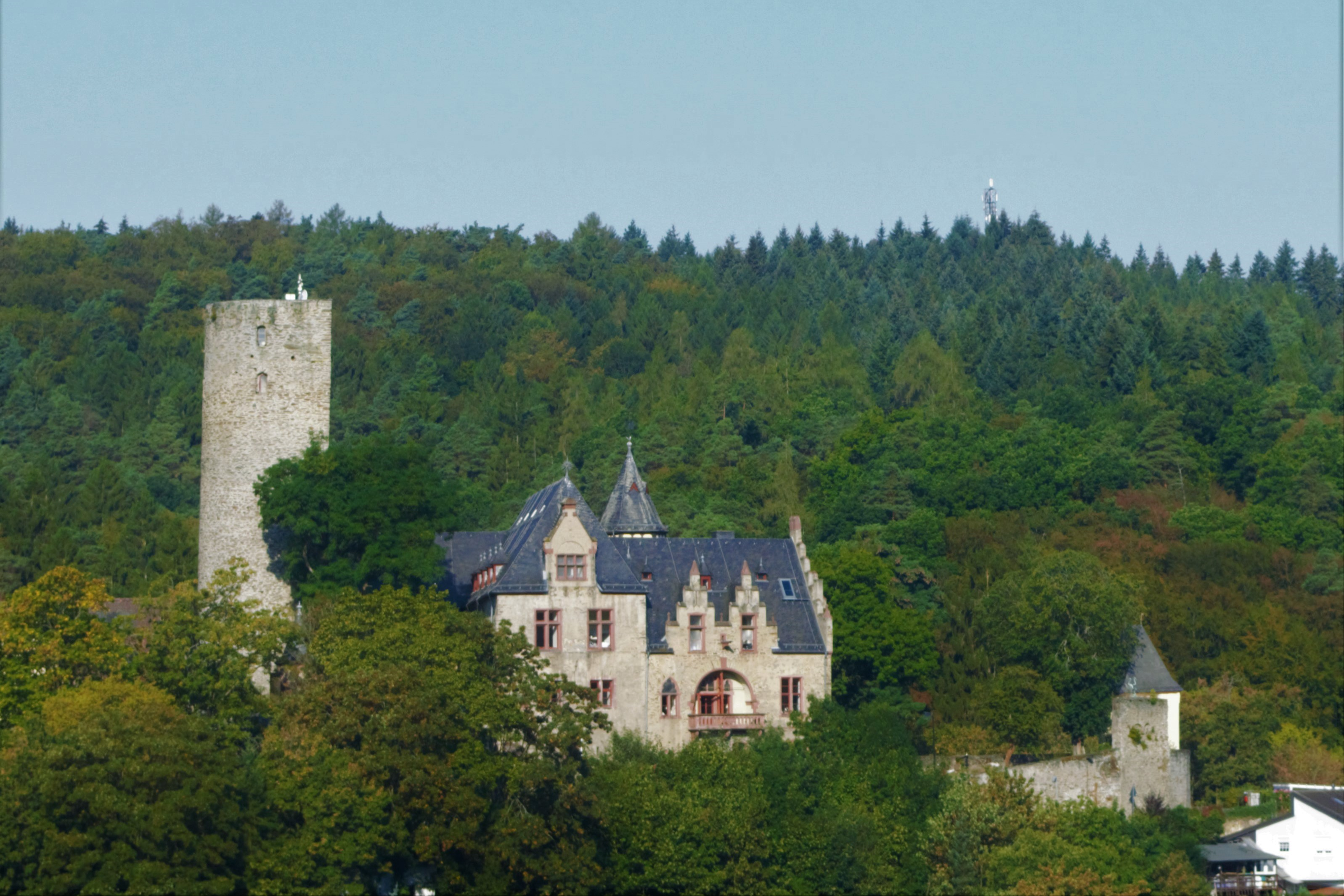
Вид замка c восточной стороны